# Liga Regional de Fútbol San Francisco
La Liga Regional de Fútbol San Francisco (LRFSF) es una liga regional de fútbol de Argentina con sede en la ciudad de San Francisco, Córdoba. En ella participan clubes de la ciudad de San Francisco y de los departamentos San Justo, Río Primero y Río Segundo, del Noreste de la provincia de Córdoba, y de la localidad de Suardi, en el Departamento San Cristóbal de la provincia de Santa Fe.
Es la segunda liga con mayor cantidad de clubes afiliados en Argentina, después de la Liga Tucumana de Fútbol.
Fue fundada el 5 de agosto de 1922, con Personería Jurídica otorgada el 19 de julio de 1929.
La Liga Regional de Fútbol San Francisco es controlada -al igual que todas las ligas regionales de fútbol de Argentina- por el Consejo Federal del Fútbol Argentino (CFFA), siendo por ello sus clubes considerados como indirectamente afiliados a la AFA.

## Historia

### Creación
Eran principios del siglo XX, y en la región se fomentaba la práctica activa del fútbol, pero de la forma en que las circunstancias lo permitieran. Los integrantes de distintos equipos jugaban para defender los colores de su club sin pensar en obtener rédito económico alguno por el juego. Los partidos se llevaban a cabo de forma esporádica, cuando se podía.
Dada la necesidad de una institución que organizara, reglamentara y regenteara un calendario preestablecido de partidos, el 5 de agosto de 1922, representantes de los clubes sanfrancisqueños Once Granaderos, San Isidro, Sportivo Belgrano, Club Central Córdoba, junto con el Club 9 de Julio (Freyre) y Sociedad Sportiva Devoto, se reunieron en la sede de la secretaría del Club Sportivo Belgrano para establecer la creación de dicha institución.
De esta manera nació la “Federación Regional de Foot-Ball de San Francisco”.
Los pueblos integrantes de esta nueva institución mostraron su apoyo y adhesión inmediatos a la iniciativa, así como también sus máximas autoridades.

### Cambio de nombre
En 1933, una gran cantidad de solicitudes de desafiliación hacía predecir un panorama bastante desalentador para la Federación creada hace 11 años atrás.
Los clubes afiliados fueron tentados para formar parte de una Liga Profesional de la ciudad de Rosario, Santa Fe, además de la existencia de una Liga denominada Asociación Deportiva Balnearia.
Frente a esta situación, y con la intención de nuclear a un fútbol regional, se solicitó la afiliación al Consejo Federal. Finalmente, el 29 de septiembre de 1936, previa aprobación del Estatuto y Reglamento y por una intimación del Consejo Federal, la “Asociación Deportiva Amateur Independiente de Foot-Ball San Francisco” recibe el nombre de “Liga Regional de Foot-Ball de San Francisco” (más adelante se le cambiaría el vocablo “Foot-Ball” por el de “Fútbol”), bajo la órbita de la Asociación Cordobesa de Fútbol.

### Desvinculación de la A.C.F.
El 5 de diciembre de 1993, se produce la desvinculación de la Liga del seno de la Asociación Cordobesa de Fútbol (A.C.F.), actitud tomada por el resto de las ligas del interior. De esta manera, lograrían su objetivo: “ser independientes”. La A.C.F. desaparecería como Asociación que integraba todas las ligas del interior para ser una Liga más.
Al día siguiente, el 6 de diciembre, La Liga Regional de Fútbol San Francisco solicitó su afiliación al Consejo Federal del Fútbol Argentino. Mediante despacho N° 9988, de fecha 4 de noviembre de 1994, emanado del Consejo Federal, dicha solicitud de afiliación fue aceptada y aprobada.

### Creación de un Comité Ejecutivo
El 5 de marzo de 1994, en Asamblea Extraordinaria, se modificó el Estatuto Social para administrar los destinos de la Liga por un Comité Ejecutivo en lugar de un Consejo Directivo. De esta manera, se logró un mayor dinamismo en el funcionamiento de la Liga y la posibilidad de los clubes de tener representantes idóneos y conocedores de las necesidades ante los Comités Zonales.

## Clubes afiliados
Actualmente la Liga cuenta con 45 clubes afiliados. 40 de ellos participarán en Primera División y Reserva (tercera división) en la temporada 2019:

### Primera A
| Equipo                    | Localidad        | Zona   |
| ------------------------- | ---------------- | ------ |
| 9 de Julio Olímpico       | Freyre           | Zona A |
| AD 9 de Julio             | Morteros         | Zona A |
| AD El Arañado             | El Arañado       | Zona B |
| AD Juventud               | Suardi           | Zona A |
| Antártida Argentina       | San Francisco    | Zona B |
| Bernardino Rivadavia (RP) | Río Primero      | Zona B |
| BP Almafuerte             | Las Varillas     | Zona B |
| Centro Social (B)         | Brinkmann        | Zona A |
| Cultural La Francia       | La Francia       | Zona B |
| Fundación San Jorge       | Brinkmann        | Zona A |
| Huracán (LV)              | Las Varillas     | Zona B |
| Independiente UC          | Balnearia        | Zona A |
| Porteña ACD               | Porteña          | Zona B |
| Social Altos de Chipión   | Altos de Chipión | Zona A |
| Sportivo Belgrano (LP)    | La Para          | Zona A |
| Sportivo Belgrano (SF)    | San Francisco    | Zona B |
| Sportivo Suardi           | Suardi           | Zona A |
| SS Devoto                 | Devoto           | Zona B |
| Tiro Federal (M)          | Morteros         | Zona A |
| Unión Alicia              | Alicia           | Zona B |

### Primera B
| Equipo                    | Localidad                | Zona   |
| ------------------------- | ------------------------ | ------ |
| 8 de Diciembre            | Villa Concepción del Tío | Zona B |
| Ateneo Juvenil Acción     | Villa Santa Rosa         | Zona B |
| Atlético Santa Rosa       | Villa Santa Rosa         | Zona B |
| Bartolomé Mitre           | Las Varillas             | Zona A |
| Belgrano (RP)             | Río Primero              | Zona B |
| Carlos Guido Spano        | Marull                   | Zona B |
| Colonia Marina FC         | Colonia Marina           | Zona A |
| Cultural Arroyito         | Arroyito                 | Zona A |
| Cultural La Paquita       | La Paquita               | Zona B |
| Cultural La Para          | La Para                  | Zona B |
| El Trébol BC              | El Tío                   | Zona B |
| Filodramático (A)         | Alicia                   | Zona A |
| Granaderos AC             | Las Varas                | Zona A |
| Proyecto Crecer           | San Francisco            | Zona A |
| Pueblos Unidos            | La Tordilla              | Zona B |
| Sarmiento (ST)            | Santiago Temple          | Zona A |
| SC Sacanta                | Sacanta                  | Zona A |
| Sportivo 24 de Septiembre | Arroyito                 | Zona A |
| Sportivo Balnearia        | Balnearia                | Zona B |
| UD Laspiur                | Saturnino María Laspiur  | Zona A |
| Vélez Sarsfield           | Tránsito                 | Zona A |

### Divisiones Menores
En cursiva los clubes que presentan equipos en inferiores en su zona pero no en Primera División
| Zona Norte              | Zona Sur                 | Zona Noroeste          | Zona Oeste                       |
| ----------------------- | ------------------------ | ---------------------- | -------------------------------- |
| 9 de Julio Olímpico     | AD El Arañado            | Ateneo Juvenil Acción  | 8 de Diciembre                   |
| AD 9 de Julio           | Alianza Carrilobo        | Atlético Miramar       | Antártida Argentina              |
| AD Juventud             | Bartolomé Mitre          | Atlético Santa Rosa    | Colonia Marina FC                |
| Centro Social           | BP Almafuerte            | Belgrano (RP)          | Cultural Arroyito                |
| Cultural La Paquita     | El Fortín SC             | Bernardino Rivadavia   | Cultural La Francia              |
| Porteña ACD             | Filodramático (A)        | Carlos Guido Spano     | El Trébol BC                     |
| Social Altos de Chipión | Fundación Pozo del Molle | Cultural La Para       | Proyecto Crecer                  |
| Sportivo Suardi         | Granaderos AC            | Independiente UC       | Pueblos Unidos                   |
| SS Devoto               | Huracán (LV)             | Sportivo Balnearia     | Recreativo Colonia San Bartolomé |
| Tiro Federal (M)        | SC Sacanta               | Sportivo Belgrano (LP) | Sarmiento (ST)                   |
|                         | UD Laspiur               |                        | Sportivo 24 de Septiembre        |
|                         | Unión Alicia             |                        | Sportivo Belgrano (SF)           |

### Exparticipantes (recientes)
Clubes que hasta hace poco participaron en las competiciones de la LRFSF pero que por diversos motivos (desafiliación, cambio de Liga, etc.) ya no lo hacen.
- Sportivo Pozo del Molle
- Atlético Obispo Trejo
- Sportivo Villa Fontana[4]

## Clásicos
- Sportivo Belgrano (La Para) y Sociedad Cultural (La Para)

- Sportivo Belgrano (San Francisco) y Antártida Argentina (San Francisco) en el clásico de San Francisco.[5]
- 9 de Julio de Morteros - Tiro Federal de Morteros componen el clásico de esa ciudad.
- Huracán de Las Varillas y Almafuerte de Las Varillas se enfrentan en el clásico de Las Varillas.
- Granaderos Atletic Club y Unión Deportiva Laspiur protagonizan el clásico de la Ruta Nacional 158.
- Unión de Alicia y Club Atlético Filodramático de Alicia conforman el clásico de dicha localidad.
- Fundación San Jorge de Brinkmann disputa el clásico de la ciudad de Brinkmann con el Club Centro Social de Brinkmann.
- Sportivo Balnearia e Independiente Unión Cultural disputan el clásico de Balnearia.
- 9 de Julio Olímpico (Freyre) y Porteña ACD.
- Club Deportivo y Cultural Arroyito y Sportivo 24 de septiembre disputan el clásico de la ciudad de Arroyito.
- Asociación Deportiva El Arañado y Sportivo Club Sacanta disputan el superclásico de la Ruta 13.
- Club 8 de diciembre (Villa Concepción Del Tío) y El Trébol BC (El Tío).